# Wowaka
wowaka（日语：ヲワカ，1987年11月4日—2019年4月5日），或稱作現實逃避P（日语：現実逃避P），日本音乐创作家，hitorie乐队首任主唱兼吉他手。2019年4月5日因急性心臟衰竭去世，得年31岁。
他在动画网站Niconico动画上投稿的VOCALOID原创歌曲「グレーゾーンにて」（灰色地帶）的動畫介紹中有「逃避現實，也不錯啊！」（日语：現実逃避って、いいよね！），所以常被稱為現實逃避P（日语：現実逃避P）。
2011年，以wowaka個人為中心成立摇滚樂團「Hitori-Atelier」（日语：ひとりアトリエ），2012年Shinoda加入後改名“Hitorie”，並擔任主唱兼吉他手，2019年wowaka去世後，由原吉他手兼和聲Shinoda接替主唱兼吉他手一職。

## 生平

### 出身
出生於鹿兒島縣。中學時，他對搖滾樂隊產生了興趣，開始彈吉他，並在高中和大學開始了樂隊活動。在東京大學就讀期間，他擔任了「東大音感」樂隊的社長，並開始為樂隊的原創歌曲作曲。 2008年12月左右了解了初音未來等VOCALOID，在聽livetune的《Last Night, Good Night》時，好聽加上為獨自一人製作所震撼。2009年4月，他開始使用初音未來製作音樂。

### 發跡
在 2009 年 5 月在 Nico Nico上首次發布的歌曲《At Gray Zone》的影片中，試圖在不畫圖的情況下傳達歌曲的形象，一個沒有角色性格的自製形象VOCALOID出現了，以後的作品皆沿用以不使用字符的風格發布。深受數字女郎(ナンバーガール)和 Sparta Locals(スパルタローカルズ)的影響，常言道wowaka裡的歌母親是初音未來，父親是NUMBER GIRL。以深奧的歌詞為特色，描繪了女孩的心，如 Rolling Girl 和繞口令的旋律。起初，懷著想做只有 VOCALOID 才能做的事情的意識來寫歌，到後來能利用VOCALOID的優點。與 wowaka 關係密切的音樂家，同作為VOCALOID創作者而活躍的音樂家米津玄師與じん、ゆちゃP等樂隊聲音系(バンドサウンド)VOCALOID創作者一起影響了「ボカロっぽさ」。wowaka也為受到了的影響而感到尊重。
wowaka 的作品在 Niconico 的影片中特別受歡迎，在發行了個人的 CD 之後，作為主要在網上活躍的音樂家的新標籤，“BALLOOM(バルーム)”於 2011年3月4日成立，並在2011年5月18日發布首張全國發行專輯《Unhappy Refrain》，作為首發。在Niconico上發行的歌曲的代表作品有《裏表ラバーズ》、《ワールズエンド・ダンスホール》、《ローリンガール》、《アンハッピーリフレイン》。
在2011年8月24日發售的「魔法少女小圓」的 BD/DVD第5卷第9話中，負責 BD/DVD 版的片尾主題曲「and I'm home」的作曲。
自2011年以來，將搖滾樂隊“Hitorie”(ヒトリエ)作為主要活動，並擔任主唱和吉他手，2017年8月22日，VOCALOID歌曲“Unknown Mother-Goose”(アンノウン・マザーグース)時隔約6年首次發行。這首歌是為紀念 VOCALOID 初音未來 10 週年的合輯『HATSUNE MIKU 10th Anniversary Album「Re:Start」』創作的。此外，同年10月23日，發行了“Hitorie”(ヒトリエ)的這首歌的翻唱版本。
1st full Album 《Unhappy Refrain》在美國“Rate Your Music”的“The Best Japanese Music Album Ever”中排名第36位。

### 逝世
2019年4月5日，Wowaka死於急性心臟衰竭，享年31歲。在同年3月開始的Hitorie全國巡演中，他原定於4月6日在京都、4月7日在岡山演出。
Niconico上發布的“Ura-omote Lovers”（裏表戀人）影片收到了紀念性評論。相关關鍵词一时间占据Twitter热榜。許多受他歌曲影響的Vocaloid P們發布了紀念推文。
wowaka的Twitter帳戶最後發布的推文是4月1日的“令和很漂亮”(令和きれいだー。)，被留下許多哀悼和感謝的話語。
米津玄師在博客上撰写了相关文章，他說：“對我來說，他是一個對手，一個親密的朋友，就像一個兄弟一樣。我現在很難過，但我認為時間終會過去。”()

## 作品

### 音樂專輯
| 类型     | 編號 | 發售日         | 專輯名稱               | 收錄曲                |
| -------- | ---- | -------------- | ---------------------- | --------------------- |
| 迷你專輯 | 1st  | 2009年11月15日 | the monochrome disc    | 全7曲                 |
| 迷你專輯 | 2nd  | 2010年2月7日   | World 0123456789       | 全10曲                |
| 迷你專輯 | 3rd  | 2010年11月14日 | SEVEN GIRLS' DISCORD   | 全7曲                 |
| 专辑     | 1st  | 2011年5月18日  | アンハッピーリフレイン | 全14+7曲 DISC 1 DISC2 |

### Vocaloid投稿作品
| 序号 | 上傳日期   | 曲名 | 譯名                 | 演唱虛擬歌手       | 備註                           |
| ---- | ---------- | ---- | -------------------- | ------------------ | ------------------------------ |
| 1    | 2009/05/11 |      | 在灰色地帶中         | 初音未來           |                                |
| 2    | 2009/05/24 |      | 手心                 | 初音未來           |                                |
| 3    | 2009/06/07 |      | Line art             | 初音未來           |                                |
| 4    | 2009/06/16 |      | 禁止通行             | 初音未來           | nico百萬曲                     |
| 5    | 2009/07/13 |      | 我的才能             | 初音未來           |                                |
| 6    | 2009/08/30 |      | 裏表恋人             | 初音未來           | nico千萬曲、N站和Y站合併破千萬 |
| 7    | 2009/10/13 |      | 逐漸偏移             | 初音未來           | nico百萬曲                     |
| 8    | 2009/12/02 |      | 積木人偶             | 初音未來           | nico百萬曲                     |
| 9    | 2010/02/14 |      | 翻滚少女             | 初音未來           | nico千萬曲、N站和Y站合併破千萬 |
| 10   | 2010/05/18 |      | 世界终结·舞厅        | 初音未來、巡音流歌 | nico千萬曲、N站和Y站合併破千萬 |
| 11   | 2011/05/02 |      | Unhappy Refrain      | 初音未來           | nico百萬曲、N站和Y站合併破千萬 |
| 12   | 2017/08/22 |      | 不为人知的鹅妈妈童谣 | 初音未來           | nico千萬曲、N站和Y站合併破千萬 |

註：
1. N站和Y站合併破千萬: 在niconico和youtube上，不區分是否為官方頻道，總播放次數破千萬。